# Volksmarine
Volksmarine (kurz: VM) war von 1960 bis 1990 die Bezeichnung für die Seestreitkräfte der DDR. Sie war Teilstreitkraft der 1956 gegründeten Nationalen Volksarmee.

## Geschichte
Nach dem Ende des Zweiten Weltkriegs begann die Sowjetunion frühzeitig, die Aufrüstung in der Sowjetischen Besatzungszone (SBZ) und späteren DDR voranzutreiben. Bereits ab 1950 wurde mit Unterstützung sowjetischer Marineoffiziere die „Hauptverwaltung Seepolizei“ aufgebaut, die am 1. Juli 1952 in „Volkspolizei See“ (VP-See) umbenannt wurde.

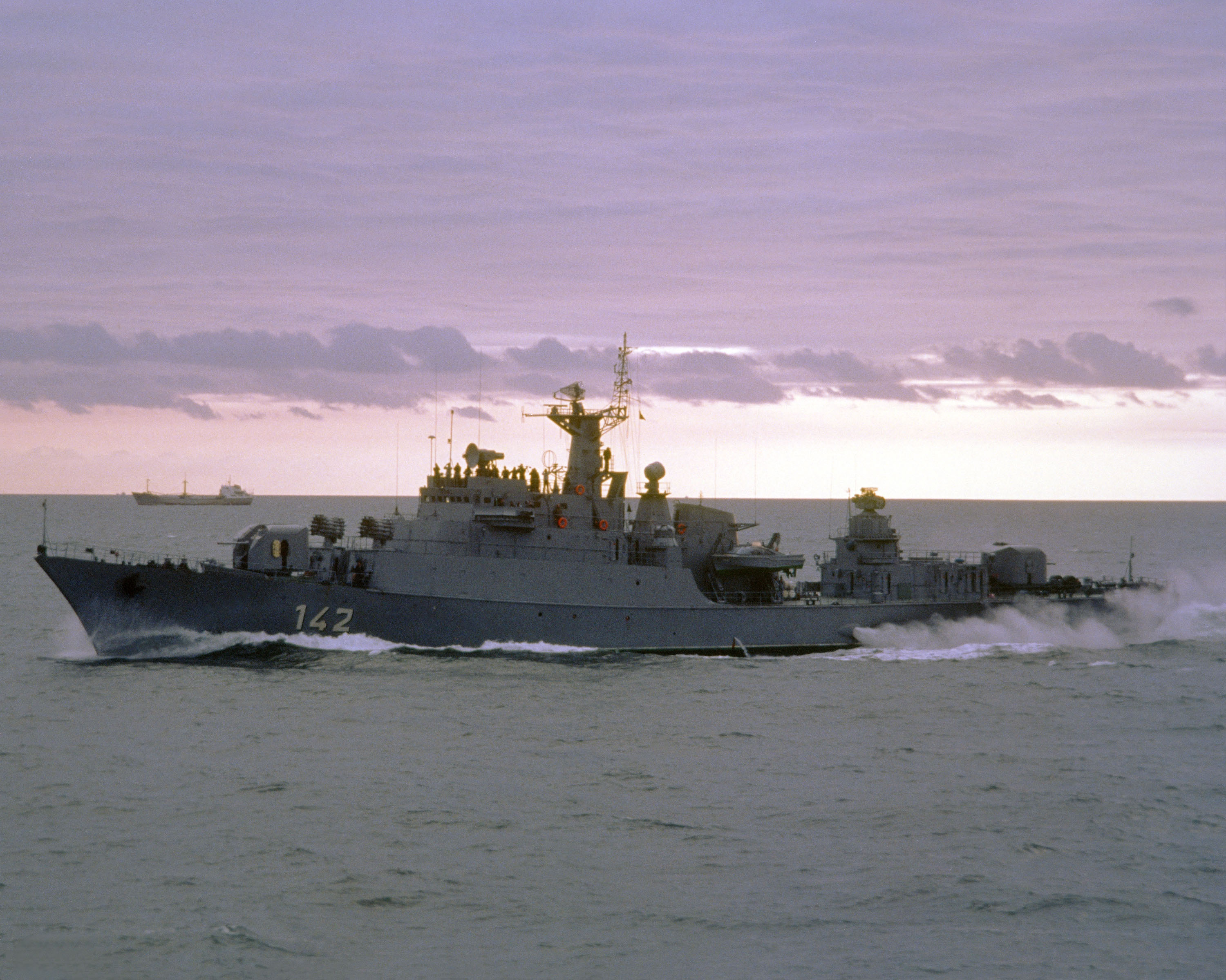
Küstenschutzschiff (Fregatte) „Berlin, Hauptstadt der DDR“ der Volksmarine, sowjetisches Projekt 1159 (1985)

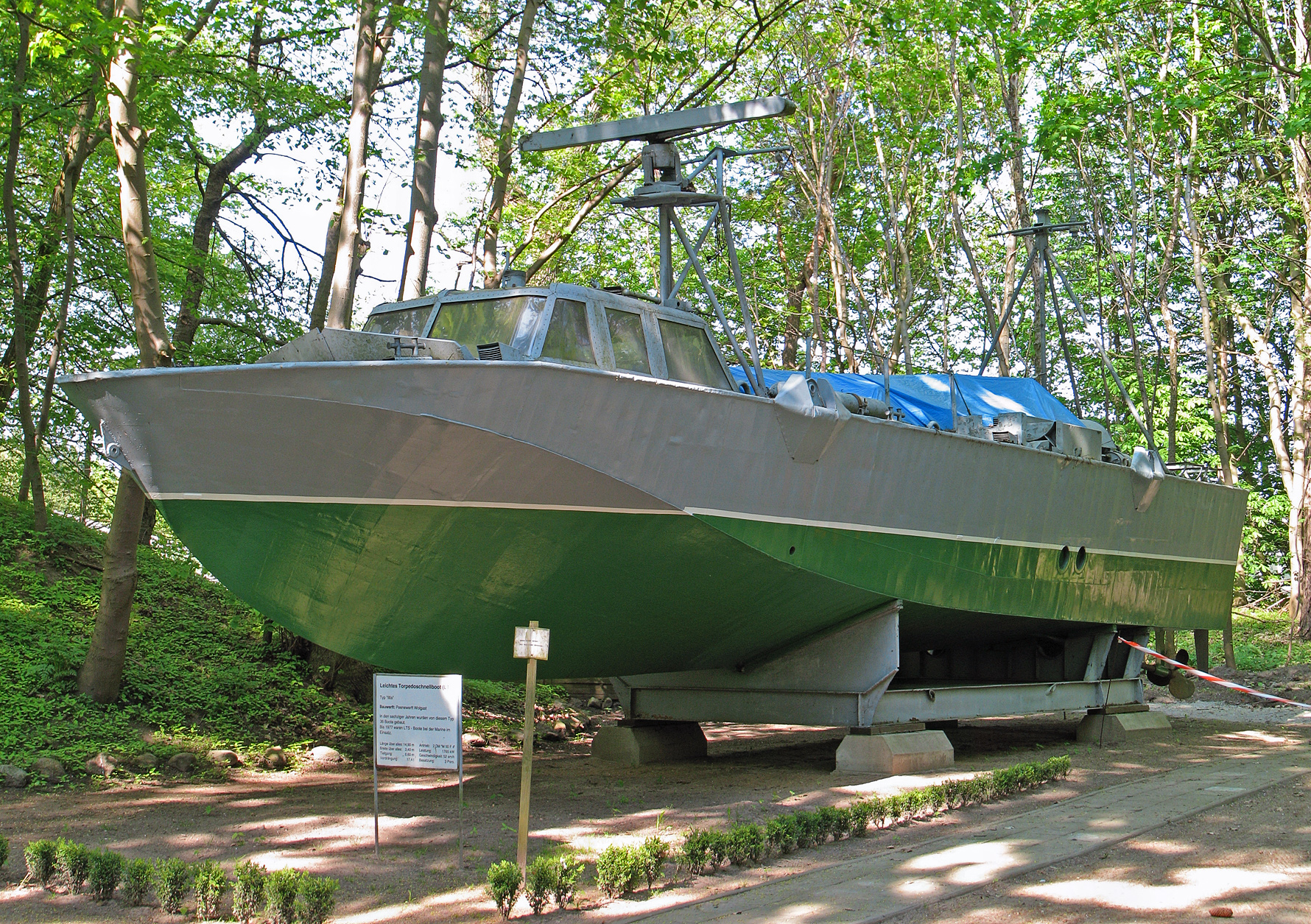
Schnellboot Projekt 63 / 63.300 Iltis Typ LTS

Bei der Aufstellung der Nationalen Volksarmee (NVA) wurde am 1. März 1956 aus der VP-See die „Verwaltung Seestreitkräfte der NVA“ mit zu diesem Zeitpunkt bereits knapp 10.000 Mann in die neuen Seestreitkräfte überführt. Auf Beschluss des Nationalen Verteidigungsrats der DDR vom 19. Oktober 1960 wurde den Seestreitkräften der NVA am 3. November 1960 im Rahmen einer großen Flottenparade der Name Volksmarine verliehen. Mit dieser Benennung sollte an den Kieler Matrosenaufstand 1918 und die während der Novemberrevolution gebildete Volksmarinedivision erinnert werden, deren revolutionäre Tradition die DDR für sich beanspruchte.
In den folgenden Jahren erhielt die Volksmarine eine größere Anzahl neuer Schiffe, die zum größten Teil auf Werften der DDR gebaut worden waren, vor allem auf der Peene-Werft. Lediglich einige Kampfeinheiten, die sogenannten Küstenschutzschiffe und ein Teil der Schnellboote, stammten aus der Sowjetunion, und einige Hilfsschiffe wurden in Polen gekauft. Hinzu kamen Hubschrauber sowjetischen Typs. Die Hauptbewaffnung der Schiffe, vor allem Flugkörper und Geschütze, stammte aus der Sowjetunion.
Nach dem Mauerbau am 13. August 1961 wurde die 6. Grenzbrigade Küste (GBK) der Grenzbrigaden der Deutschen Grenzpolizei zum 15. September 1961 dem Kommando Grenze der Nationalen Volksarmee im Ministerium für Nationale Verteidigung unterstellt. Die organisatorische Unterstellung unter das Kommando der Volksmarine erfolgte am 1. November 1961.
Im Vorfeld der Kubakrise beobachtete die Volksmarine ab Juni 1962 ungewöhnliche Aktivitäten sowjetischer Kriegs- und Handelsschiffe und setzte die durch die sowjetische Regierung nicht informierte DDR-Führung in Kenntnis. Dabei klärten die im Vorpostendienst eingesetzten Boote erstmals anstelle von NATO-Einheiten die eigenen Verbündeten und deren Operation Anadyr auf. Am 23. Oktober 1962 wurde für den Warschauer Pakt Alarm ausgelöst, der für die Volksmarine bis zum 21. November bestehen blieb, obwohl bereits am 28. Oktober der Abzug der sowjetischen Raketen aus Kuba begonnen hatte.
1965 wurde die Volksmarine umgegliedert. Alle Stoßkräfte (die Schnellbootverbände) wurden in der 6. Flottille auf der Halbinsel Bug bei Dranske auf Rügen zusammengefasst. In den 1970er Jahren war die Volksmarine auf etwa 18.000 Soldaten angewachsen. In den 1980er Jahren wurden Teile des Schiffsbestandes erneuert und ein Marinefliegergeschwader (MFG 28), das mit Jagdbombern sowjetischen Typs ausgerüstet war, aufgestellt. Das Marinefliegergeschwader blieb zunächst Bestandteil der Luftstreitkräfte/Luftverteidigung der NVA, es sollte lediglich operativ der Volksmarine unterstellt werden. Im Frühjahr 1990 erfolgte die Uniformierung als Marinetruppenteil und die Einführung von Marinedienstgraden beim Marinefliegergeschwader.
1986 bis 1988 kam es kurzzeitig zur Konfrontation zwischen Einheiten der Volksmarine der DDR und polnischen Seestreitkräften in einem umstrittenen Grenzgebiet in der Oderbucht, letztere wurden abgedrängt. Im Vertrag über die Abgrenzung der Seegebiete in der Oderbucht vom 22. Mai 1989, der ersten Grenzberichtigung seit 1949, wurde eine Einigung erzielt, bei der etwa zwei Drittel des strittigen Seegebiets der DDR zugesprochen wurden. Der Grenzverlauf wurde im Deutsch-Polnischen Grenzvertrag vom 14. November 1990 bestätigt.
Am 2. Oktober 1990 wurde die Volksmarine wie auch alle anderen Streitkräfte der NVA aufgelöst. Ein begrenzter Betrieb wurde vorübergehend mit kleineren Einheiten weitergeführt, die im Marinekommando Rostock zusammengefasst waren. Ein Teil der Soldaten wurde in die Bundesmarine (ab 1995: Deutsche Marine), Teile der 6. GBK vom Bundesgrenzschutz übernommen. Der Großteil der Ausrüstung, Schiffe – darunter 39 Einheiten an Indonesien – und Boote wurde verschrottet oder verkauft, nur wenige kleinere Hilfsschiffe sind noch in Betrieb.

## Auftrag
Die Volksmarine war als Teil der Vereinigten Ostseeflotten in die Organisation des Warschauer Paktes eingebunden. Ihr Operationsgebiet waren die Ostsee und die Ostseeausgänge. Sie hatte den Auftrag, den Seeweg über die Ostsee für sowjetische Verstärkungen freizuhalten und sich an offensiven Operationen gegen die Küsten gegnerischer Staaten in der Ostsee zu beteiligen. Dafür standen ihr Seestreitkräfte wie U-Jagdschiffe, Schnellboote, Minensucher und Landungsschiffe zur Verfügung. Die Führung der Volksmarine erfolgte aus dem Täglichen Gefechtsstand (TGS) in Rostock Gehlsdorf. Für die Führung im Kriegsfall wurde der Hauptgefechtsstand Tessin in Bereitschaft vorgehalten.
Der Routinedienst der Volksmarine war von ständiger hoher Bereitschaft gekennzeichnet. Hinzu kam die umfangreiche Aufklärungstätigkeit gegenüber den NATO-Marinen in der Ostsee. Für diesen Vorpostendienst waren ständig Fahrzeuge, meist Minensuchboote, in See. Besondere Aufklärungsschiffe dienten der elektronischen Überwachung und Aufklärung anderer Seestreitkräfte.
Eine besondere Rolle kam der 6. Grenzbrigade-Küste (6. GBK) bei der Verhinderung von Fluchten aus der DDR zu. Die 6. GBK war dem Kommando der Volksmarine seit dem 1. November 1961 organisatorisch unterstellt und verfügte über eine größere Zahl von Patrouillenbooten und eine Beobachtungsorganisation an Land. Die GBK gehörte organisatorisch nicht zu den Grenztruppen der DDR, die ihrerseits Bootsverbände auf der Elbe unterhielten. Die Dienstgrade der 6. GBK entsprachen denen der Volksmarine, die Uniformen unterschieden sich durch eine grüne Paspellierung der Schulterstücke und anstatt „Volksmarine“ durch die Aufschrift „Grenzbrigade Küste“ auf dem Mützenband.

## Organisation

### Gliederung der Volksmarine
| Chef der Volksmarine |

| Kommando der Volksmarine |

| selbständige Einheiten |

| Verbände |

| Lehr- und Ausbildungseinrichtungen |

| selbständige Abteilungen |

| Brigaden |

| Rückwärtige Dienste |

| Abteilungen |

| Schiffe und Boote |

Die Grundgliederung in drei Flottillen hatte über die meiste Zeit des Bestehens der Volksmarine Gültigkeit. In den Anfangsjahren gab es außerdem folgende weitere Flottillen:
- 3. Flottille (1956–1958), Küstensicherungsflottille: Hervorgegangen aus dem Küstenabschnitt I der VP-See, ab 1. Mai 1956 Küstenabschnitts-Flottille II der Flottenbasis „Ost“, Standort Sassnitz
- 7. Flottille (1956–1957), Schulbootsflottille: Hervorgegangen aus einer Schulbootsabteilung der VP-See; Standort Parow
- 9. Flottille (1956–1960), Erprobungsschiffsflottille: Aus einer Baubelehrungsabteilung aufgebaut und 1961 im Wissenschaftlich-Technischen Zentrum (WTZ) aufgegangen; Standort Wolgast.

Nach deren Auflösung gliederte sich die Volksmarine wie folgt:
- 1. Flottille in Peenemünde,
- 4. Flottille in Rostock-Hohe Düne,
- 6. Flottille auf Bug bei Dranske auf Rügen und
- 6. Grenzbrigade Küste in Rostock

Außerdem gab es (Stand etwa 1985):

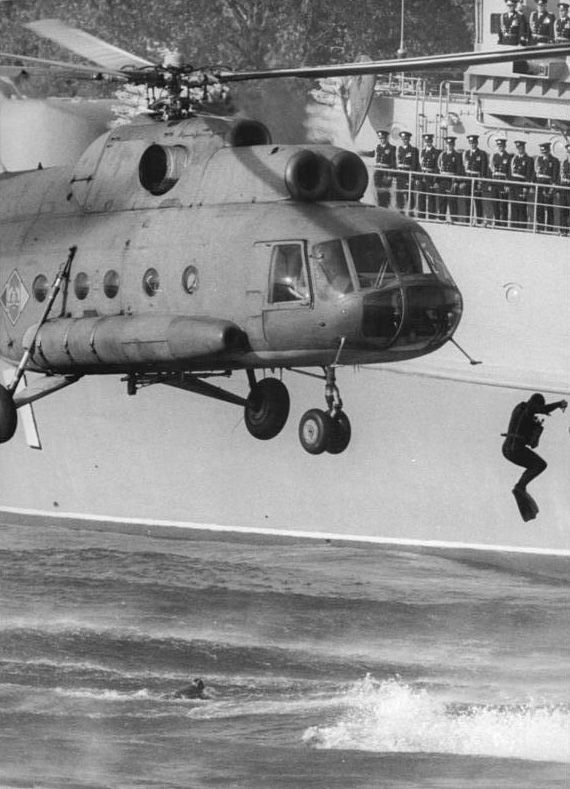
Soldat des Kampfschwimmerkommandos 18 (KSK-18) bei einem Sprung aus Hubschrauber Mil Mi-8 „Hip“ des Marinehubschraubergeschwader 18 (MHG 18)

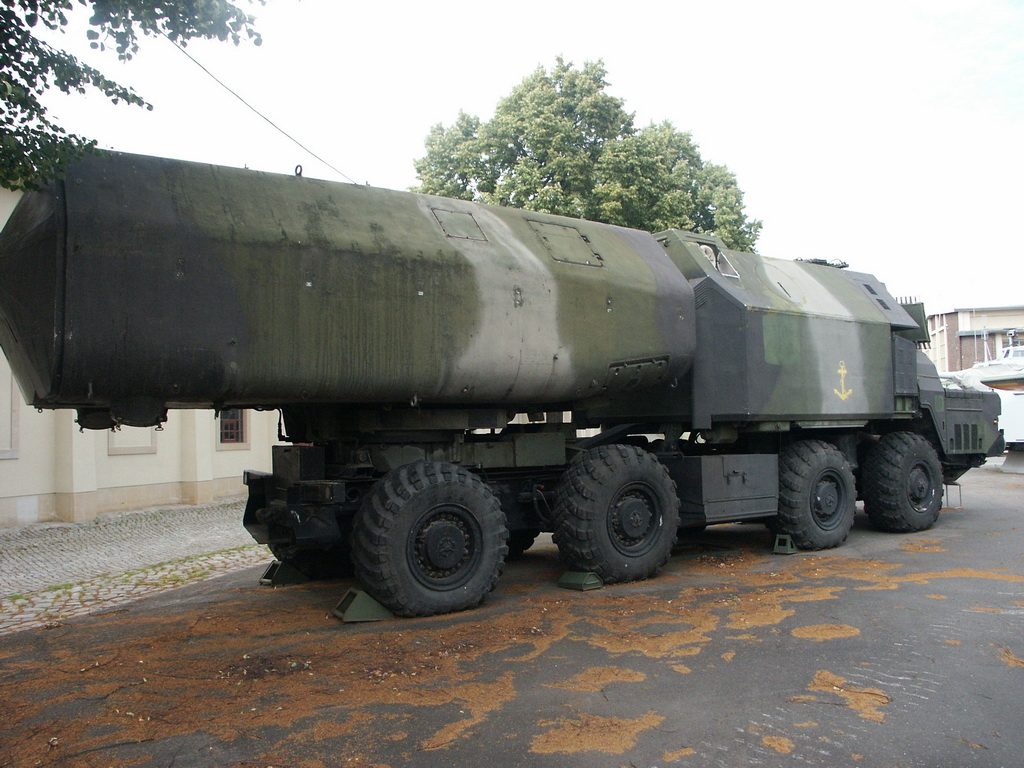
Küstenraketenkomplex 3P51 Rubesch (NATO-Code: SS-C-3 Styx). Raketenstartfahrzeug MAZ-543M des KRR-18

- eine Torpedo-Technische Kompanie (TTK-18) in Sassnitz (Wartung und Pflege U-Jagd-Torpedos)
- ein Marinehubschraubergeschwader (MHG-18) (stationiert in Parow bei Stralsund. Es benutzte einen Platz, der schon im Zweiten Weltkrieg einem Fliegergeschwader diente.)
- ein Marinefliegergeschwader (MFG-28), Laage (zeitweise)
- ein Marine-Pionierbataillon (MPiB-18), Sassnitz
- ein Kampfschwimmerkommando 18 (KSK-18), Kühlungsborn
- ein Nachrichtenregiment (NR-18), Bad Sülze
- ein Küstenraketenregiment (KRR-18), Schwarzenpfost
- ein Küstenverteidigungsregiment (KVR-18), Rostock (ab 1988)
- die Marine-Propagandakompanie (PRK-18), Rostock-Hohe Düne
- das Bataillon Funkelektronischer Kampf (BFEK-18) in Hanshagen bei Greifswald
- das Munitionslager 18 (ML18) in Seltz bei Altentreptow (Tarnname „Laternenpfahl“, war gleichzeitig rückwärtiger Führungspunkt)
- das Munitionslager 14 (ML14) bei Gelbensande
- das Tank- und Schmierstofflager 18 (TSL 18) im Ortsteil Ladebow der Universitätsstadt Greifswald
- die Instandsetzungsbasis 18 (IB 18), mit dem Stab in Wolgast und verschiedenen Werkstattbereichen in Außenstellen:
  - WB 1 – Zentrale Waffenwerkstätten in Wolgast
  - WB 2 – Zentrale Nachrichten- und Funktechnische Werkstätten in Stralsund, Insel Dänholm
  - WB 3 – Zentrale Kfz-Werkstätten (I-Basis) in Greifswald-Ladebow
  - WB 4 – Schiffstechnische Werkstätten in Ribnitz-Damgarten
  - WB 5 – Zentrale Torpedowerkstatt in Stralsund (von 1981 bis 1986)
  - EM-Stelle in Lauterbach auf Rügen
- das Zentrallager für die Mobilmachungsreserve in Greifswald-Ladebow
- das Wissenschaftlich Technische Zentrum (WTZ) in Wolgast
- den Seehydrographischen Dienst der DDR (SHD), Rostock
- Erprobungs- und Sondereinrichtungen
- den Selbständigen Sicherungszug 18 (SSZ 18) in Rostock-Gehlsdorf (Langenort), direkt dem Admiral unterstellt und als dessen Personenschutztruppe fungierend
- Lehr- und Ausbildungseinrichtungen
  - Flottenschule „Walter Steffens“ in Parow, Ausbildung der Unteroffiziere und der Matrosen für die Schiffs- und Bootsbesatzungen
  - Offiziershochschule „Karl Liebknecht“ in Stralsund, Ausbildung der Offiziere und Reserveoffiziers-Anwärter (ROA) der Volksmarine sowie ausländischer Seestreitkräfte
  - Unteroffiziersschule Rückwärtige Dienste (SSTA-18=Schiffstammabteilung-18, Lehreinrichtung „Paul Blechschmidt“) auf dem Dänholm bei Stralsund, Ausbildung der Unteroffiziere im technischen Bereich speziell für die Instandhaltungs-Basen der Volksmarine. Dort erfolgte die gesamte Grundausbildung aller Grundwehrdienstler für die rückwärtigen Dienste der VM, einschließlich der Militärkraftfahrerausbildung.

### Chef der Volksmarine

Flagge des Chefs der Volksmarine und stellv. Minister für Verteidigung

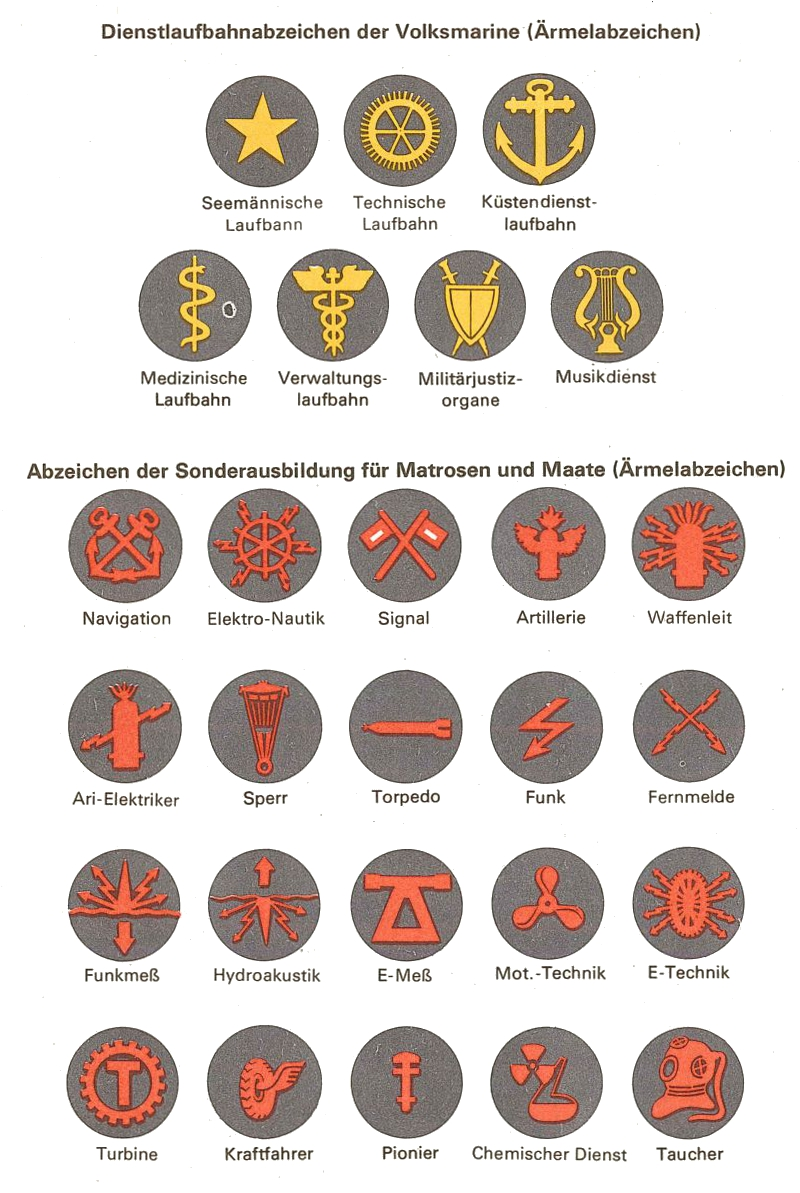
Dienstlaufbahnabzeichen der Volksmarine

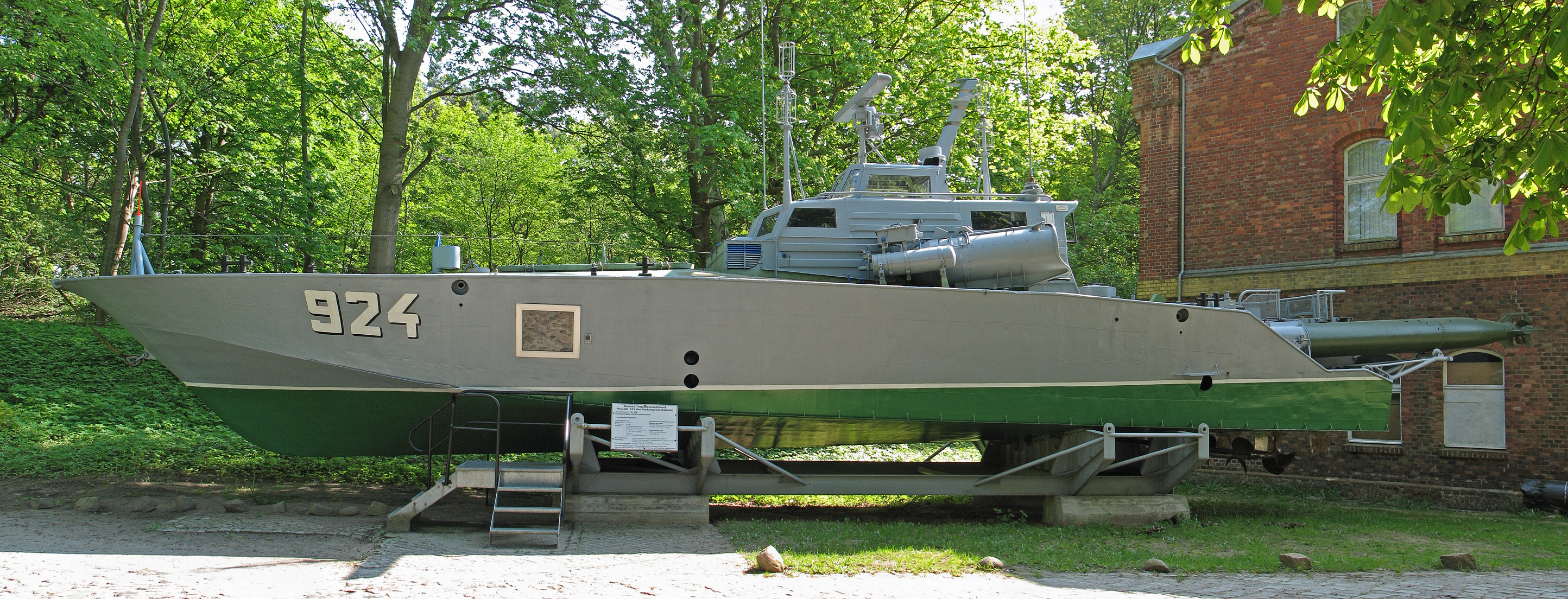
Schnellboot Projekt 131 / 131.400 Libelle Typ KTS

Mit der Bildung der Seestreitkräfte Anfang des Jahres 1956 war die Bezeichnung noch „Chef der Seestreitkräfte“. Mit der Umbenennung der Seestreitkräfte in Volksmarine wurde am 3. November 1960 der Titel in „Chef der Volksmarine“ umbenannt. Ab dem 1. Dezember 1972 war der Chef der Volksmarine gleichzeitig Stellvertreter des Ministers für Nationale Verteidigung und sein Titel „Stellvertreter des Ministers und Chef der Volksmarine“. Ab dem 11. Dezember 1989 war die Bezeichnung wieder nur „Chef der Volksmarine“ und blieb es bis zur Auflösung der Volksmarine.
Im Frieden wurde die Volksmarine aus dem Kommando Volksmarine in Rostock-Gehlsdorf geführt. Für den Kriegsfall war der verbunkerte Hauptgefechtsstand Tessin bei Rostock vorbereitet.
| 1. März 1956 – 31. Dezember 1956     | Konteradmiral | Felix Scheffler  |
| 1. Januar 1957 – 31. Juli 1959       | Vizeadmiral   | Waldemar Verner  |
| 1. August 1959 – 31. Juli 1961       | Konteradmiral | Wilhelm Ehm      |
| 1. August 1961 – 24. Februar 1963    | Konteradmiral | Heinz Neukirchen |
| 25. Februar 1963 – 30. November 1987 | Admiral       | Wilhelm Ehm      |
| 1. Dezember 1987 – 17. November 1989 | Vizeadmiral   | Theodor Hoffmann |
| 11. Dezember 1989 – 2. Oktober 1990  | Vizeadmiral   | Hendrik Born     |

## Ausrüstung
An Schiffstypen und Flugzeugen waren vorhanden:
- Landungsboote, Landungsschiffe
- Minenlege- und -räumschiffe
- Minensuch- und -räumschiffe
- Torpedo- und Raketenschnellboote (Näheres siehe: 6. Flottille der Volksmarine)
- Raketenschiffe (Näheres siehe: 6. Flottille der Volksmarine)
- Küstenschutzschiffe, Reedeschutzschiffe
- U-Jagdschiffe
- Aufklärungsschiffe
- Schulschiffe
- Hilfsschiffe, Versorger, Spezialschiffe
- 3 Staffeln Kampfhubschrauber Mi-4 MÄ Mi-8, Mi-14 PL und Mi-14 BT
- Jagdbomber Typ Su-22 M4

## Fluchtversuche
Im Laufe der Zeit kam es immer wieder zu Fluchtversuchen von VM-Angehörigen. Zum Teil geschah dies mit Hilfe der eigenen schwimmenden Einheit, die in den Westen durchbrechen sollte. Bekannt wurden unter anderem folgende Fälle:
- 24. August 1961 – das Boot G 423 der 6. GBK aus Wismar läuft in Travemünde ein, drei der zwölf Besatzungsangehörigen bleiben im Westen.[6]
- Dezember 1963 – Flucht eines Obermaats eines Minensuchboots Typ Krake durch Sprung in die Ostsee und Rettung durch ein schwedisches Handelsschiff.[7]
- 12. Januar 1967 – Vereitelung eines Fluchtversuchs des U-Jagdboots 474.[8]
- 27. Januar 1967 – Verhaftung von acht Besatzungsangehörigen des U-Jagdboots 412 Teterow in Peenemünde wegen Vorbereitung eines Fluchtversuchs mit ihrem Boot.[9]
- Januar 1968 – Verhaftung von sieben Besatzungsangehörigen des TS-Boots 844 Wilhelm Bänsch auf Bug (6. Flottille) wegen Vorbereitung eines Fluchtversuchs mit ihrem Boot, von denen aber nur zwei Soldaten verurteilt wurden.[9]
- 7. August 1973 – Vereitelung eines Fluchtversuchs des U-Jagdschiffes 421 „Sperber“.[10]
- 5. August 1979 – Der Obermaat Bodo Strehlow des Grenzschiffs G-424 Graal-Müritz schließt die gesamte übrige Besatzung ein und versucht, das Boot nach Westen zu entführen. Der Besatzung gelingt es, durch die Verwendung von Handgranaten auszubrechen. Dabei wird Strehlow schwer verletzt. Er überlebt und wird bis Ende 1989 inhaftiert.[9]
- 4. März 1988 – Zwei Matrosen fliehen auf einem schwedischen Fährschiff, kehren später jedoch unbehelligt in die DDR zurück.[9]